# Michael Keeping
Alexander Edwin Michael Keeping (Milford on Sea, 22 augustus 1902 – aldaar, 28 maart 1984) was een voormalig Engels voetballer en voetbaltrainer. 
In de eerste helft van het seizoen 1960/61 was hij de hoofdtrainer van Heracles. Hij keerde in januari 1961 vanwege privéomstandigheden plotseling terug naar zijn geboorteland. 
De oud-spelers Freek Jaarsma en Frits van der Elst namen 
voor enkele weken zijn trainerstaken over. Totdat begin maart 1961 Jaap van der Leck werd aangesteld.
Van der Leck was eind december op non-actief gezet bij 
DOS. Hij viel daarna in bij Excelsior waar Bob Janse vanwege rugklachten tijdelijk was uitgeschakeld. Voor Van der Leck was Heracles de derde club die hij dat seizoen onder zijn hoede had.

## Erelijst
Southampton FC
| Nationaal      |    |         |
| Third Division | 1x | 1921/22 |